# EHF-Pokal 1996/97
Am EHF-Pokal 1996/97 nahmen 33 Handball-Vereinsmannschaften teil, die sich in der vorangegangenen Saison in ihren Heimatligen für den Wettbewerb qualifiziert hatten. Der Titelverteidiger war BM Granollers. Es war die 16. Austragung des EHF-Pokals bzw. des IHF-Pokals. Die Pokalspiele begannen am 4. September 1998, das zweite Finalspiel fand am 19. April 1999 statt. Im Finale konnte sich SG Flensburg-Handewitt gegen Virum-Sorgenfri HK durchsetzen.

## Modus
Der Wettbewerb startete mit einer Ausscheidungsrunde mit einem Spiel. Der Sieger zog in das Sechzehntelfinale ein. Alle Runden inklusive des Finals wurden im K.-o.-System mit Hin- und Rückspiel durchgeführt.

## Ausscheidungsrunde
|                | Gesamt |                 | Hinspiel | Rückspiel |
| -------------- | ------ | --------------- | -------- | --------- |
| Arkatron Minsk | 57:48  | RK Bosna Visoko | 25:21    | 32:27     |

## Sechzehntelfinals
|                               | Gesamt  |                       | Hinspiel | Rückspiel |
| ----------------------------- | ------- | --------------------- | -------- | --------- |
| ZSKA Moskau                   | 50:35   | Beşiktaş Istanbul     | 30:16    | 20:19     |
| HRK Karlovac                  | 51:44   | Śląsk Wrocław         | 31:21    | 20:23     |
| HC Bruck                      | 43:38   | AS Filippos Verias    | 27:17    | 16:21     |
| BM Granollers                 | 52:38   | Union Beynoise        | 24:19    | 28:19     |
| SD Octavio Vigo               | 65:43   | Arkatron Minsk        | 36:26    | 29:17     |
| Pestszentlörinc Elektromos SE | 47:47 * | RK Velenje            | 25:25    | 22:22     |
| SG Flensburg-Handewitt        | 50:37   | Kadetten Schaffhausen | 27:16    | 23:21     |
| HC Browary                    | 45:51   | Virum-Sorgenfri HK    | 23:21    | 22:30     |
| HC Nes Ziona                  | 39:57   | HC Baník Karviná      | 20:26    | 19:31     |
| Kentro Neotitos Larnacos      | 53:55   | HC Standard Luxemburg | 23:24    | 30:31     |
| Minaur Baia Mare              | 37:44   | HK Drott Halmstad     | 20:17    | 17:27     |
| Sporting Lissabon             | 39:42   | Montpellier HB        | 22:16    | 17:26     |
| Jūrmalas PSK Riga             | 74:46   | HC Mamuli Tbilisi     | 41:23    | 33:23     |
| RK Prespa Resen               | 37:34   | RK Partizan Belgrad   | 16:11    | 21:23     |
| Alpi Prato                    | 45:44   | SIF Håndball          | 26:20    | 19:24     |
| UMF Stjarnan                  | 38:35   | V&L Geleen            | 22:18    | 16:17     |

## Achtelfinals
|                       | Gesamt |                        | Hinspiel | Rückspiel |
| --------------------- | ------ | ---------------------- | -------- | --------- |
| Jūrmalas PSK Riga     | 47:67  | SD Octavio Vigo        | 23:31    | 24:36     |
| HC Standard Luxemburg | 30:74  | RK Velenje             | 12:37    | 18:37     |
| HK Drott Halmstad     | 49:52  | Virum-Sorgenfri HK     | 26:23    | 23:29     |
| Alpi Prato            | 38:37  | HRK Karlovac           | 18:15    | 20:22     |
| Montpellier HB        | 41:35  | ZSKA Moskau            | 24:18    | 17:17     |
| RK Prespa Resen       | 44:46  | BM Granollers          | 22:16    | 22:30     |
| UMF Stjarnan          | 65:59  | HC Bruck               | 33:24    | 32:35     |
| HC Baník Karviná      | 39:47  | SG Flensburg-Handewitt | 21:21    | 18:26     |

## Viertelfinals
|                | Gesamt |                        | Hinspiel | Rückspiel |
| -------------- | ------ | ---------------------- | -------- | --------- |
| UMF Stjarnan   | 45:56  | SD Octavio Vigo        | 26:28    | 19:28     |
| Alpi Prato     | 47:51  | Virum-Sorgenfri HK     | 21:25    | 26:26     |
| Montpellier HB | 45:46  | BM Granollers          | 21:20    | 24:26     |
| RK Velenje     | 36:57  | SG Flensburg-Handewitt | 19:28    | 17:29     |

## Halbfinals
|                 | Gesamt |                        | Hinspiel | Rückspiel |
| --------------- | ------ | ---------------------- | -------- | --------- |
| BM Granollers   | 44:47  | SG Flensburg-Handewitt | 23:25    | 21:22     |
| SD Octavio Vigo | 57:58  | Virum-Sorgenfri HK     | 30:27    | 27:31     |

## Finale
Das Hinspiel in Brøndby fand am 13. April 1997 statt und das Rückspiel in Flensburg am 18. April 1997.
|                    | Gesamt |                        | Hinspiel | Rückspiel |
| ------------------ | ------ | ---------------------- | -------- | --------- |
| Virum-Sorgenfri HK | 42:52  | SG Flensburg-Handewitt | 25:22    | 17:30     |